# Mei-Ann Chen
 (mai 2023).
Mei-Ann Chen (chinois simplifié : 陳美安 ; chinois traditionnel : 陈美安 ; pinyin : Chén Měi-ān), née en 1973, est une cheffe d'orchestre américano-taïwanaise. Elle est directrice musicale de l'orchestre Sinfonietta de Chicago.

## Enfance et formation
Originaire de Taïwan, Chen veut être cheffe d'orchestre dès l'âge de dix ans,. Elle apprend à jouer du violon et du piano avec ses parents, puis apprend d'elle-même à jouer de la trompette. Les parents de Chen la découragent de poursuivre la direction, pensant que ce c'est une carrière trop difficile pour une femme,. Elle apprend donc à diriger par elle-même, en observant les chefs d'orchestre,. Elle collectionne les baguettes, estimant que « différentes pièces nécessitaient différents types de baguettes ». Chen quitte Kaohsiung pour étudier la musique à Taipei, où elle vit avec sa tante et devient cheffe adjointe du chœur de son école.
En 1989, Chen assiste à un concert à Taipei donné par l'American Youth Orchestra, un ensemble itinérant du Conservatoire de musique de la Nouvelle-Angleterre de Boston. Après la représentation, l'accompagnateur de Chen l'escorte dans les coulisses, la présente au chef d'orchestre et lui demande si elle peut jouer pour lui. Le lendemain matin, elle joue pour le chef d'orchestre Benjamin Zander dans un bar d'hôtel au sous-sol fermé et se voit immédiatement offrir une bourse,,. Elle se produit avec l'American Youth Orchestra avant d'être invitée deux mois plus tard à fréquenter la Walnut Hill School, une école préparatoire liée au New England Conservatory. Elle a alors seize ans,,. Elle quitte ses parents, qui pensent alors qu'elle part étudier le violon, et vit pendant plus de trois ans avec un couple à Boston qu'elle appelle ses « parents américains », Mark Churchill et Marylou Speaker Churchill, qui était autrefois membre du Portland Junior Symphony,. Chen poursuit ses études de premier cycle et de deuxième cycle au Conservatoire. Speaker enseigne le violon à Chen, tout comme James Buswell et Eric Rosenblith (en). Elle apprend également la direction avec Frank Battisti et Richard Hoenich. Chen devient la première personne à obtenir un diplôme du conservatoire de la Nouvelle-Angleterre avec une double maîtrise en direction d'orchestre et en interprétation au violon et reçoit deux distinctions de l'institution : la médaille Chadwick pour un travail de premier cycle exceptionnel et la médaille Schuller pour « sa contribution extraordinaire à la vie musicale de la communauté »,,. Plus tard dans sa carrière, en octobre 2010, Chen retourne au New England Conservatory pour diriger la Philharmonia. Chen a dédié le concert à feu Marylou Speaker Churchill et a remercié Benjamin Zander et le doyen émérite Mark Churchill pour « avoir rendu sa carrière possible ».
Chen reste à Boston pendant neuf ans jusqu'à ce qu'elle obtienne à l'université du Michigan un doctorat de direction d'orchestre,. Elle y étudie avec Kenneth Kiesler (en) et Martin Katz (en), et est directrice musicale des orchestres du campus et cheffe d'orchestre de l'Arbor Opera Theatre.

## Carrière
En 2001, Chen est la plus jeune finaliste du Maazel-Vilar Conductor's Competition (en) à Tokyo. En 2002, Leonard Slatkin invite Chen à diriger la Symphonie nationale au Kennedy Center du National Conducting Institute. Chen reçoit une bourse pour étudier au Aspen Music Festival and School avec David Zinman. L'année suivante, l'American Symphony Orchestra League (maintenant connue sous le nom de League of American Orchestras (en)) invite Chen à être présentée au National Conductor Preview.

### Orchestre philharmonique des jeunes de Portland
J'ai poussé [les musiciens du Portland Youth Philharmonic] assez fort, mais en même temps, je le faisais pour eux, ils m'ont aidé à trouver ma propre voie. Il y a quelque chose de tellement authentique chez les jeunes qui font de la musique avec tout leur cœur. Portland m'a donné une chance et m'a aidé à réaliser mes objectifs. Je n'aurais pas pu demander mieux.
Chen devient la quatrième cheffe d'orchestre du Portland Youth Philharmonic (en) (PYP) en 2002 après avoir été sélectionnée par un comité de parents connaisseurs, un membre de l'orchestre et des représentants de l'Orchestre symphonique de l'Oregon (en) et de l'Opéra de Portland. Elle dirige l'ensemble Philharmonique ainsi que l'Orchestre du Conservatoire. L'un des membres du conseil d'administration de l'organisation a rappelé que lors de son audition, Chen a très vite établi un lien avec l'orchestre et a fait preuve de « merveilleuses compétences en communication et d'authenticité ».
Au cours du mandat de cinq ans de Chen au sein de l'organisation, le PYP a fait ses débuts au Carnegie Hall, a reçu son troisième prix ASCAP en 2004 pour sa programmation innovante et a commencé à collaborer avec l'Orchestre symphonique de l'Oregon (Chen était la cheffe d'orchestre adjointe de l'ensemble de 2003 à 2005) et Musique de chambre du Nord-Ouest (en). En avril 2005, Chen devient la première femme à remporter le Concours Malko (en), un « prix le plus prestigieux au monde » pour les jeunes chefs d'orchestre,,Elle remporte également la bourse Taki Concordia en 2007, un prix créé par la directrice musicale de l'orchestre symphonique de Baltimore, Marin Alsop, pour soutenir les femmes cheffes d'orchestre « prometteuses »,. Marin Alssop est pour Chen une de ses « inspirations les plus chères ». Chen reçoit le prix Sunburst du jeune public pour sa contribution à l'éducation musicale et est nommée « éducatrice de la semaine » par KKCW (en).
Pendant qu'elle était cheffe d'orchestre du PYP, Chen a installé une boîte dans son bureau pour recevoir les remarques de ses musiciens. Elle y est décrite comme « un peu formelle » pendant la répétition mais « comme une grande sœur » ensuite. Elle est également décrite comme un « pétard : petit, brillant et plein de ka-boom ». L'un des membres du conseil d'administration de l'organisation a loué l'attitude de Chen et a estimé que son manque d'ego était une « qualité rare chez les meilleurs interprètes symphoniques ».
Chen refuse un poste au sein de l'Oregon Symphony pour continuer à travailler au PYP, rappelant plus tard:

« Ils sont devenus mes enfants, il était hors de question que je les abandonne. J'ai donc pris une décision très inhabituelle. J'ai renoncé à mon poste au sein de l'Oregon Symphony, je suis resté avec l'orchestre de jeunes. Les gens pensaient que j'étais folle de rester dans un orchestre de jeunes au lieu de rechercher une opportunité plus professionnelle. Comme je vous ai raconté l'histoire de ma vie, et qu'un orchestre de jeunes a changé ma vie et m'a donné la chance de réaliser mes rêves, je pense que travailler avec de jeunes musiciens est une façon pour moi de rendre la pareille. Cela a changé ma vie et je voudrais faire ma part pour changer la vie d'autres personnes. »

En 2007, elle accompagne l'orchestre lors d'une tournée internationale en Asie, où ses parents la voient diriger pour la première fois,. Le PYP réalise six représentations entre le 29 juin et le 17 juillet à Kaohsiung, Tainan et Taipei (Taiwan) ainsi qu'à Séoul et Ulsan (Corée du Sud).
Bien que Chen ait d'abord pensé qu'elle resterait avec l'Orchestre philharmonique pendant dix ans, elle le quitte en 2007 pour devenir cheffe assistante de l'Orchestre symphonique d'Atlanta. Elle a déclaré à propos de son départ : « Les musiciens de PYP sont devenus mes enfants. Quand je regarde en arrière, ces cinq années seront toujours les moments les plus mémorables de ma carrière musicale ».

### Baltimore, Memphis, Chicago
Chen était cheffe d'orchestre remplaçante de l'Orchestre philharmonique de Los Angeles pendant son mandat avec le PYP. Après son départ, elle devient cheffe assistante de l'Orchestre symphonique d'Atlanta pendant deux saisons (2007-2009). Elle devient ensuite cheffe adjointe de l'Orchestre symphonique de Baltimore pour la saison 2009-2010, bien qu'elle n'ait jamais dirigé de programme d'abonnement et dirigé principalement des programmes pour enfants.
En février 2010, le Memphis Symphony Orchestra (en) nomme Chen directrice musicale pour trois ans, à compter de la saison 2010-2011. Elle est la première femme à occuper le poste,. Le contrat de Chen est renouvelé pour trois années supplémentaires en 2012. Chen termine son mandat avec l'orchestre en 2016, et a maintenant le titre de cheffe d'orchestre lauréate de l'orchestre.
Chen devient également directrice musicale du Chicago Sinfonietta le 1er juillet 2011, avec un contrat initial de 4 ans,. Elle enregistre un album commercial avec le Sinfonietta, intitulé Delights & Dances, sur le label Çedille, sorti le 28 mai 2013. En mai 2014, le Chicago Sinfonietta prolonge son contrat initial jusqu'à la saison 2016-2017. En mai 2016, l'orchestre prolonge de nouveau le contrat de Chen jusqu'à la saison 2018-2019.
En décembre 2015, Musical America nomme Chen l'un de ses « 30 meilleurs influenceurs » 2015.
Chen est directrice artistique et cheffe d'orchestre du Festival d'été de l'Orchestre symphonique national de Taiwan en 2016.
En 2019, Chen devient la principale cheffe invitée de recreation - Grosses Orchester Graz (Autriche). En mai 2021, l'orchestre annonce la nomination de Chen comme sa prochaine cheffe principale, à compter de la saison 2021-2022. Chen est la première femme cheffe d'orchestre et le premier chef d'orchestre asiatique à être nommé à ce poste avec recreation - Grosses Orchester Graz .